# Debdou
 (janvier 2009).
 (janvier 2015).
Si vous disposez d'ouvrages ou d'articles de référence ou si vous connaissez des sites web de qualité traitant du thème abordé ici, merci de compléter l'article en donnant les références utiles à sa vérifiabilité et en les liant à la section « Notes et références ».
 (janvier 2016).
 (janvier 2016).
Améliorez-le ou discutez des points à vérifier. 

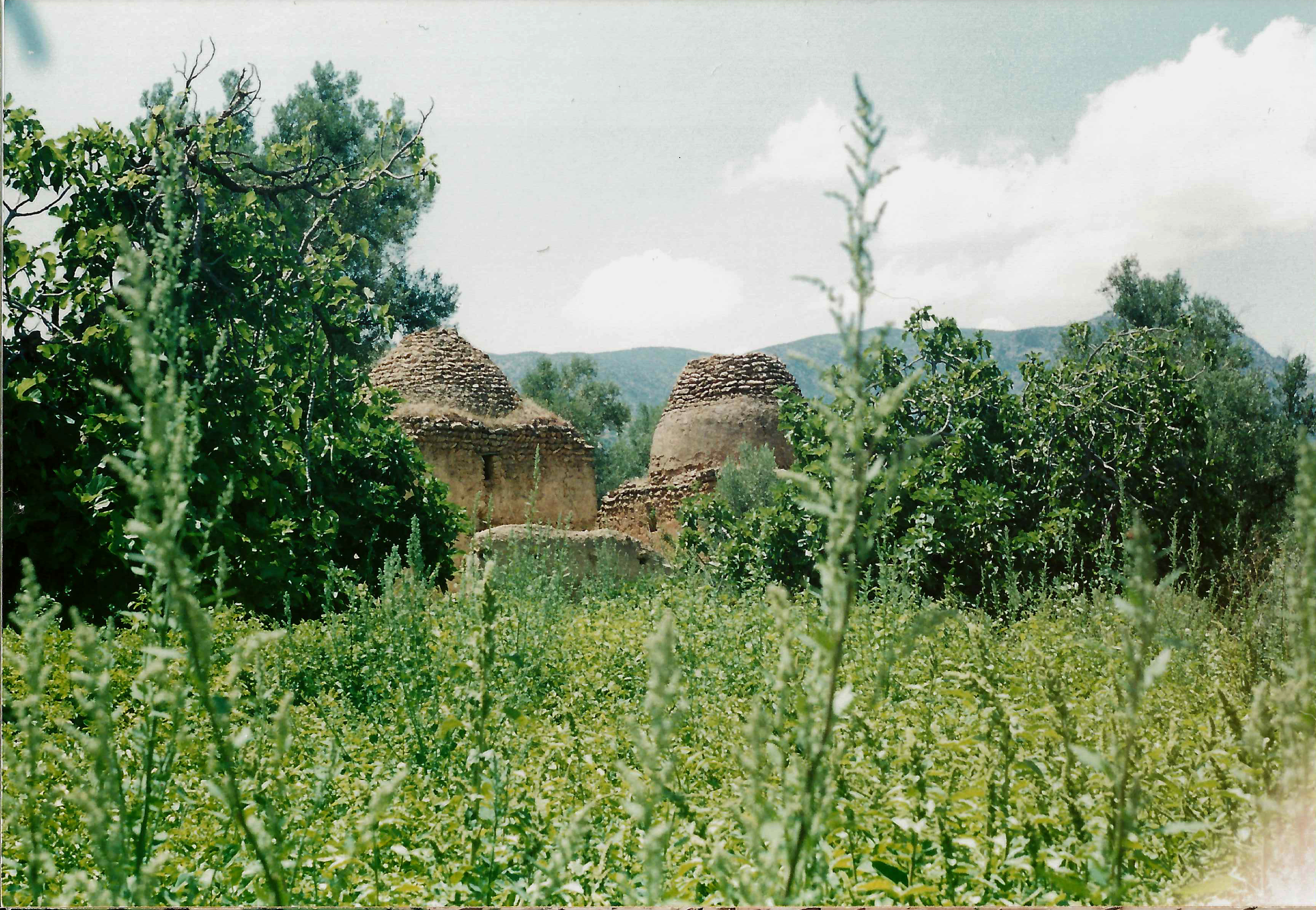
Petites kasbah de Debdou

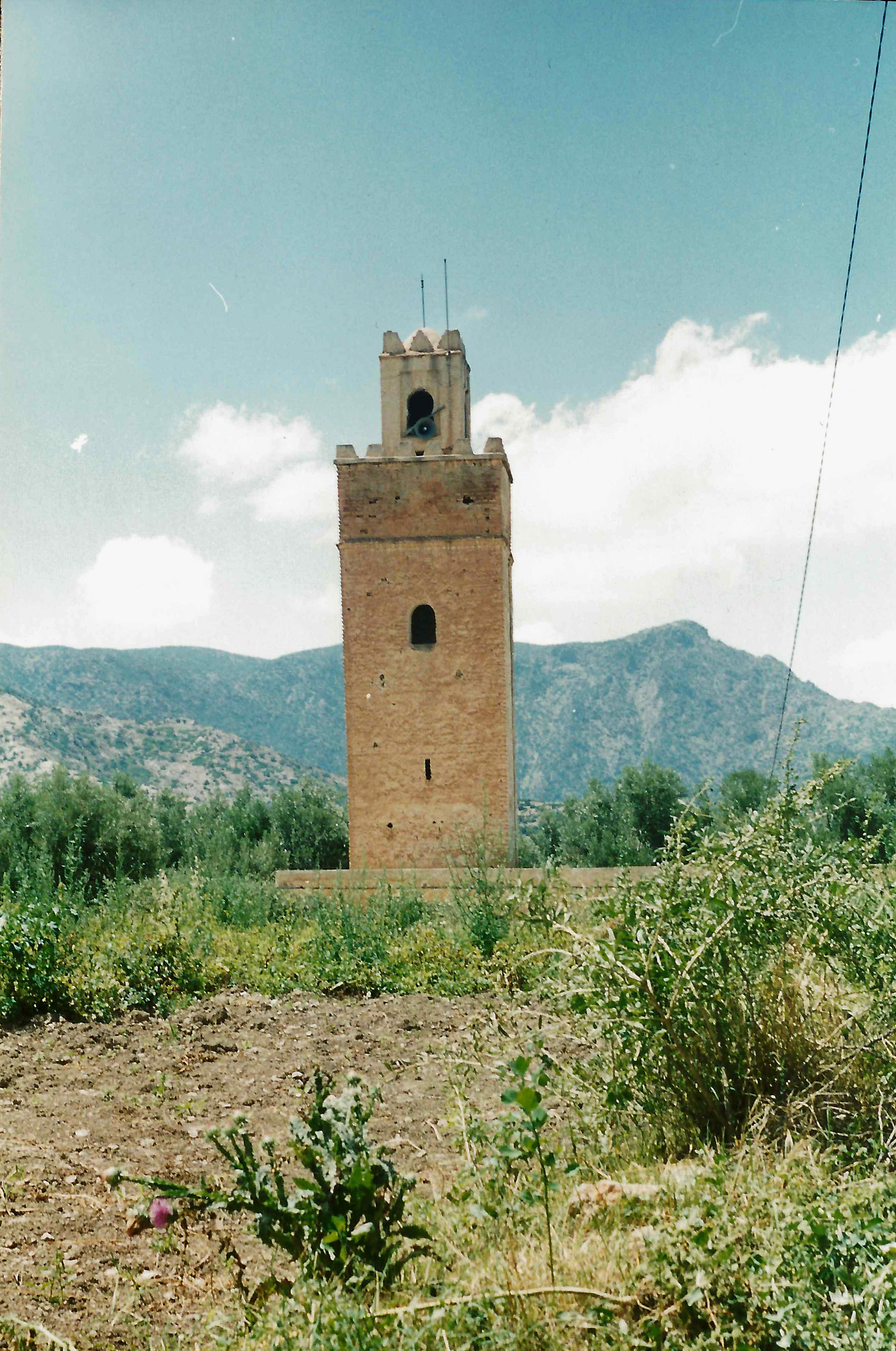
Ancienne mosquée de Debdou

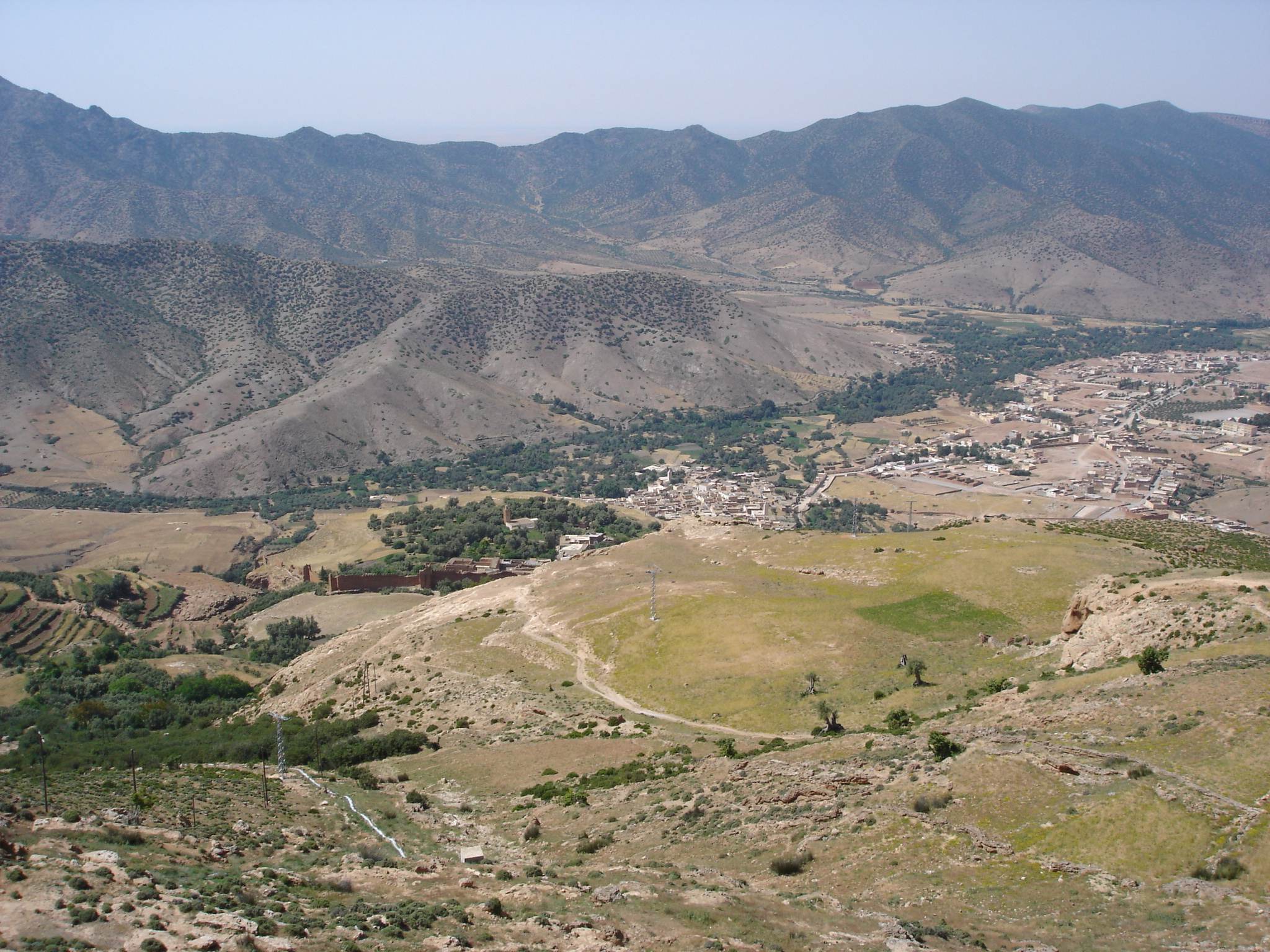
Vue générale

Debdou  (en amazighe ⴷⴻⴱⴷⵓ) est une ville et commune — municipalité marocaine — de la province de Taourirt, dans la région de l'oriental.

## Toponymie
Selon un article de l’Encyclopédie de l'Islam[réf. nécessaire], « Debdou » en arabe دبدو (d'bdou)est l’orthographe la plus courante désignant cette petite ville du Maroc. Le toponyme peut aussi se transcrire Dabdū, et l’on appelle un habitant de Debdou, un Debdoubi.
Il existe trois hypothèses à l'origine de cette appellation : la première est liée à la venue des juifs au XIVe siècle et notamment d'un certain David Dou - il s'agirait en fait de rabbi David Hakohen ; la seconde plus probable se rapporte aux premiers habitants supposés de la région, les amazighs, le nom Debdou se rapprochant d'un terme amazigh signifiant « entonnoir » ; la troisième se rapporterait à l'occupation des Mérinides avec le même sens que le précédent.

## Histoire

### Préhistoire
On a retrouvé des traces d'occupation datant de la préhistoire, notamment du paléolithique et du néolithique, à proximité : ainsi des tumulus ont été relevés à la station du Goutitir sur l’oued Al Abd, ainsi qu’à Aïn Fretessa, et à Ayoun Sidi Mellouk. De plus,selon la tradition, Debdou aurait été occupé par les Romains, comme semblent en témoigner certains vestiges comme le notent M. Voinot et N. Slouschz : notamment par l’existence près de la Kasba « d'un fossé et d'une galerie souterraine taillés dans la roche, s'enfonçant jusqu'à environ 30 mètres de profondeur », même si aucun élément déterminant ne permet de valider cette thèse depuis lors, celle-ci ayant aussi pu être l'œuvre des Mérinides.
Cet éclatement (?) va être déterminant pour l’histoire de la région et de Debdou en particulier, car celle-ci est par la suite liée aux antagonismes entre Zianides et Mérinides pour le contrôle de la région et ainsi devenir un enjeu important. Sa position stratégique lui donne une importance sans commune mesure, et elle supplante Taza durant une longue période, l'âge d'or de Debdou.

### Enjeu stratégique à partir des Mérinides
Ainsi après la déchéance de l’empire Almohade, la dynastie des Mérinides prend le pouvoir au Maroc.
Les Mérinides, appelés aussi "Banu Marin", sont une dynastie berbère zénète. Ibn Khaldoun, dans son Kitab al Ibar, désigne le désert entre Figuig et Sijilmassa comme leur terrain de parcours d’origine. L’arrivée de tribus arabes dans la région du sud entre les XIe et XIIe siècles provoque certaines mutations démographiques, obligeant les tribus berbères à remonter vers le nord et à s’installer au nord-ouest de l’Algérie actuelle. Vers le début du XIIIe siècle, ils effectuent leur pénétration durable dans les régions habitées de leur zone de parcours habituel, profitant du déclin almohade. Celle-ci s’impose sous l’égide de Abd Al Hakk, qui conquièrent de grandes villes telles que Meknès (1244), Fès (1248), Sijilmassa (1255) et Marrakech (1269).
Avec l’appui des tribus zénètes installées dans la région de Taza, notamment les restes des Miknassa et les Maghraoua, les Mérinides atteignent le Maroc oriental, occupent Taza en 1216 et poussent à l’ouest en dominant le plat pays et la bordure de la montagne. Vers 1257, Abû Yusuf Yakub (1258-1286) soumet tout le Souss jusqu’à Oujda, en abattant ainsi l’autorité almohade. Il se porte ensuite en 1267 contre les Abdalwadides qui ont attaqué Taourirt et sa région. Par la suite, les campagnes des Abdalwadides continuent, et son descendant Abû Yakub Yusuf (1286-1307) entre en campagne en 1295, s’arrêtant à Taourirt, et engageant durant la même période des campagnes contre les Abdalwadides. Il réussit à parvenir jusqu’à Tlemcen, dont il fait le siège entre 1299 et 1307, bien que la ville ne soit prise que bien après en 1337.
Cette politique expansionniste se comprend au travers du rêve mérinide de reconstituer l’empire maghrébin, constitué auparavant par les Almohades.Par le biais des Mérinides, Debdou entre dans l’histoire écrite : on la décrit comme citadelle fortifiée (Kasbah) contenant une garnison tout comme sa consœur Taourirt, et d’autres dans les montagnes avoisinantes pour s’opposer aux Zianides de Tlemcen. Elle joue un rôle stratégique du fait de sa situation géographique particulière à la frontière des deux États antagonistes, mais aussi en raison de son relief escarpé qui la protège des incursions (voir : attaques des tribus Maquil) et l'abondance de ressources, décrite par Charles de Foucauld en 1885, et favorisée par son micro-climat.
La place politique de Debdou à cette époque importe. Lors de la répartition effectuée par Abd al-Haqq (1196-1218) entre les tribus mérinides, elle échoit au partage aux berbères Beni Ali, fraction des Banu Urtajjen, qui, chargés de couvrir Fès contre les entreprises des Abdalwadides de Tlemcen, en font la capitale de leur fief. Cela lui vaut d’être dévastée en 1364-1365 par le roi de Tlemcen Habou Hammou II (1359-1389). Ainsi Mamoun Naciri précise que « les témoignages de ces dévastations sont confirmés sur le terrain, puisque la majorité des monuments de l'époque ont disparu et n'en subsiste que le toponyme ». À cette  période, le royaume des Abdalwadides retrouve une certaine aisance de mouvement, même si ses volontés d’extension vers l’est demeurent inefficaces et le danger mérinide toujours présent.
Par la suite, au cours de la fin du XIVe siècle début XVe, après l'excursion d'Habou Hammou dans la région, on n'a guère d’indications relatives à l’histoire et à l’occupation de Debdou, à l'exception de la venue des arabes Banu Mā’qīl dans la région. Les Maquil sont des tribus arabes, probablement originaires du Yémen, venus d’Arabie en même temps que les Beni Hilal. Ces derniers commencent à s’infiltrer au Maroc durant les premières décennies du XIIIe siècle sous la dynastie almohade, abordant le pays par le sud-est, et se répandant dans les régions orientales et méridionales, d’une part entre l’Ouest de l’Oranie et de la vallée de la Moulouya jusqu’à la côte méditerranéenne, puis dans le sud-est du Maroc actuel, jusqu’au littoral atlantique au sud du Haut Atlas (correspondant à ce qu’on désignait par "Maghreb al Aksa"). Leur rôle commence à prendre de l’importance sous les Mérinides. Durant le XIVe siècle notamment, le Maroc oriental souffre de l’opposition de ces tribus aux souverains mérinides. Par la suite, malgré la politique généreuse menée par le gouverneur d’Abû Inan au Da’ra, certaines fractions continuent leurs malversations dans toute la région. Vers la fin de cette dynastie, les arabes Maquil profitent, dit-on, de « l’anarchie qui régnait dans le pays » pour occuper la région entre Tlemcen et Taourirt, s’emparant de Tafrata et des plaines environnantes.
Cette « anarchie » à laquelle fait allusion Nahum Slouschz correspond en fait à la phase de désintégration territoriale que connaît la dynastie mérinide, et qui s’accentue sous le règne du Sultan Abou Saïd III (1398-1420). Ce processus de décomposition interne aboutit à une dislocation territoriale, liée entre autres à des forces centrifuges en raison de leur faiblesse numérique, ethnique, l’absence de base religieuse pouvant servir de base solide à leur pouvoir comme pour les Almoravides et les Almohades, ainsi que leur dépendance aux arabes Maquil, ce qui pose sur le long terme le problème de la dissociation territoriale contribuant à affaiblir le territoire (on trouve des problèmes comparables chez les Abdalwadides de Tlemcen). Les causes directes quant à elles, sont liées au contexte politique, notamment aux marabouts qui appellent à la guerre sainte contre les Portugais qui ont occupé Ceuta. En 1415 les Arabes s’agitent et se livrent au pillage. Un souverain hafside (de Tunisie) arrive même à faire une incursion jusqu’à Fès. Malgré leur mainmise sur la région, ces derniers ne peuvent s’emparer de la vallée de Debdou qui oppose une résistance farouche et qui finit par obtenir son indépendance par un traité, de soumission au chef de la résistance Moussa Ben Hammou fondateur de la dynastie des rois de Debdou. Ce dernier se proclame souverain de Debdou vers 1430 : lui et ses descendants vont y régner plus de cent ans.

### Principauté de Debdou(1430-1563)
Banu Urtajjen était une famille berbère liée à la dynastie wattasside. Moussa Ben Hammou annonce la dynastie de ce qu'on peut appeler les « rois de Debdou », dont on connaît la liste par Léon l'Africain. C’est une période qui marque l’apogée de Debdou dans l’histoire. Cette époque est liée par la tradition orale à la dynastie mérinide bien qu’elle lui soit postérieure. Ainsi Nahum Slouschz précise que l’on ne sait pas grand-chose sur l’origine de ce souverain, mis à part le fait qu’un clan juif en porte le nom, de même que les Oulad Hammou chez les Ahl Admer dans la région avoisinant Réchida plus à l'ouest.
Voici leurs noms et dates de règne par ordre chronologique, il s'agit d'une dynastie héréditaire:
- Moussa Ben Hammou (1430-1460) ;
- Ahmed (1460-1485) ;
- Mohamed Ben Ahmed (1485-1513), surnommé « roi de Debdou » ;
- Mohamed II (1513-1550) ;
- Ammar (1550-1563).

Le règne de ces souverains est à lier à la faiblesse de l’autorité centrale après la chute des Mérinides sous la dynastie des Wattassides, et des Saadiens.
En effet, les successeurs des Mérinides, les Béni Wattas, sont des Berbères zénètes, de la branche des Béni Marin, descendants des Béni Wacin, nomades cavaliers. Ils quittent le Zab et les hauts plateaux du Maghreb pour le Maghrib al Aksa au XIe siècle et dans le riff au XIVe siècle. Associés aux Mérinides, ils vont peu à peu les supplanter. Ces derniers jouissant au sein des Mérinides de nombreuses charges et dignités dont ils vont profiter pour accéder au pouvoir. Bernard Lugan n’hésite pas à les comparer aux « maires du palais » carolingiens. Ainsi après la mort du sultan mérinide Abou Inan en 1358, le pouvoir effectif est exercé par les Béni Wattas qui finissent par les remplacer après l’assassinat du dernier souverain mérinide en 1465. Proclamé sultan à Fès en 1472, Abou Abdallâh Mohamed Es Saïd surnommé « Ech-Cheikh » est pourtant loin de faire l’unanimité dans tout le Maroc.
En réalité le sultan wattasside est seulement roi de Fès. Ainsi, dans le nord, Chefchaouen et Tétouan sont des principautés presque indépendantes. Dans le sud, les Hintata sont maîtres de Marrakech. Debdou profitant de cette faiblesse dynastique connaît alors son apogée sous le règne de Mohamed Ben Ahmed (1485- 1513), ce dernier étant considéré comme le souverain le plus prestigieux de sa famille d’où son surnom de « roi de Debdou ». Il embellit la ville de quelques édifices : on lui reconnaît ainsi la construction du quartier el Kasbah et de la grande mosquée. De même il voulut se rendre maître de Taza sous la sollicitation même des habitants de cette ville. Mais Ech-Cheikh s'y oppose et fait le siège de Debdou, qui est contraint de se soumettre. Ce dernier reste néanmoins « plein d’égard pour lui » et lui confie ce qui devient désormais la vice-royauté de Debdou.
Après ces évènements la principauté de Debdou reste assujettie aux Béni Wattas et à la dynastie des chorfas saadiennes qui lui succède, tout en conservant cependant une grande autonomie, notamment en ce qui concerne les affaires internes à Debdou, une des permanences tout au long de son histoire même après son déclin, jusqu’à l’arrivée du Rogui Bou Hamra et des Français cinq siècles plus tard.

### Le lent déclin de la ville
Sous le règne d'Omar, Debdou est à son apogée comme le reconnaît Mamoun Naciri en citant une lettre de Moulay Omar aux autorités de Mellilia le 6 mars 1551 « … d'Oujda à Taza, tout le pays reconnaît l'autorité de Moulay Omar, il n'y a plus que Fès à soumettre. » Cette période est très agitée sur le plan régional, en effet elle correspond à la venue des turcs ottomans à l'est, ce qui n'est pas anodin car le Maghreb, et surtout le Maroc constitue un pont vers l'Europe risquant de mettre en danger l'Espagne
Après la mort de Ammar, Debdou connaît une déchéance progressive : Debdou est directement annexée par les saâdiens, pourvue d'un pacha et d'une garnison chargée de la défendre contre les turcs.

#### L'arrivée des Turcs et la crise desXVeetXVIesiècles
La fin des rois de Debdou est marquée par son entrée dans la politique internationale avec l'Europe. Debdou est un emplacement stratégique, soit pour s'emparer de l'empire chérifien, pour l'empire ottoman, soit pour défendre l'Europe contre les incursions ottomanes. Le royaume de Debdou est pris entre deux feux et doit faire un choix, étant menacé à l'est par le royaume de pirates qui vient de se créer vers Oran.
En effet, l'épisode le plus marquant retenu pour Debdou dans l'historiographie établie par Nahum Slouschz est « l'établissement en Algérie de Baba Aroudj et de son frère Keïr ed dine. Aroudj profita de l'affaiblissement du pouvoir des Mérinides pour se tailler un royaume. Aroudj s'empara successivement d'Alger et de Tlemcen » (p. 23). On cite le royaume de Debdou lors de sa fuite face aux Espagnols mais aussi dans des sources espagnoles et portugaises dans lesquelles on cite, dans la correspondance entre le roi de Debdou avec l'Espagne et le Portugal, quelques évènements concernant le royaume de Debdou. Ainsi il choisit logiquement l'Europe dans ses relations stratégiques. Cependant, celle-ci ne sut, ou ne voulut pas le défendre. Le roi et sa famille durent s'expatrier au moins à deux reprises, car en plus d'avoir subi les représailles du royaume d'Oran, elle est victime d'une épidémie de peste qui décime la population au même moment.
Par la suite le royaume décline, quoiqu'il pût garder un rayonnement économique assez significatif pour être noté par quelques commentateurs[réf. nécessaire], tout du moins jusqu'au XVIIIe siècle, pour ensuite être redécouvert par les européens avec le reste du Maroc, dans le courant du XIXe siècle grâce aux voyages de M. Charles de Foucauld.

#### Debdou, terre d'immigration juive
Un ensemble de facteurs socioéconomiques ont permis à Debdou de conserver une importance toute relative en tant que « port des steppes orano-marocaines ». La place qu'ont occupé les juifs à ce niveau a été déterminante. Sur le plan chronologique il est vrai qu'on aurait pu les inclure dès le règne de Mohammed Ben Ahmed mais le rôle que va jouer cette communauté dans l'histoire de Debdou va prendre toute son importance dans les siècles qui suivent. En effet c'est ce dernier qui a convié les juifs à peupler les lieux selon l'historien français H. Terrasse. Eliyahou Marciano émet l'hypothése[réf. nécessaire] qu'il s'agit de descendants des juifs expulsés d'Espagne en 1391 et habitant depuis quelques décennies Fès, Tlemcen, Sefrou et ses environs.
À ce titre voici ce que dit Eliyahou Marciano à leur sujet : « Un petit groupe de réfugiés originaires de Séville, parvint à Debdou. La tradition locale parle d'une dizaine de familles, pour la plupart des Cohanim, cherchant un lieu d'asile sous la houlette de Rabbi David Hacohen. Mais l'on manquait d'eau, raconte-t-on. Rabbi David, après de ferventes prières, frappa le rocher de son bâton, et il en jaillit une source encore connue aujourd'hui sous le nom de source de Séville. » C'est autour d'elle que ce seraient développés les quartiers locaux le long de la rivière Bourwed en amont et en aval.
Ainsi dans un premier lieu arrivent donc les juifs expulsés de Séville originaire de Tlemcen. Un autre embryon originaire de Tlemcen serait venu vers 1545 à la suite de la conquête de Tlemcen par Kheir ed Dine (Barberousse) selon Rabbi David Hacohen dans son ouvrage de responsa, dont le contenu prouve que la présence des juifs remonte au moins au XVIe siècle. L'arrivée de cette communauté se fait donc dans un contexte assez trouble puisqu'elle correspond aux incursions des turcs ottomans dans la région. Là encore, Debdou occupe une position stratégique tant pour les ottomans que pour les européens. En effet, Debdou se trouve aux frontières de « la sublime porte » occupant la région de Tlemcen aux portes de l'empire chérifien qui touche l'Espagne. Il ne faut pas que les ottomans s'en emparent. Une longue et complexe guerre s'engage entre ces deux empires.
Cette population va permettre à cette ville de continuer à rayonner encore durant plusieurs siècles après le règne d’Omar en dynamisant son commerce, mais aussi d’un point de vue culturel et religieux. Debdou va ainsi connaître encore pendant plusieurs siècles un rayonnement sans aucune mesure avec sa taille. Il est cependant difficile de retracer le cours des événements notamment entre les XVIIe et XIXe siècles. C'est une période que l'on associe surtout à la décadence et à l'anarchie de Debdou. En effet les termes « désordre » et « anarchie » se retrouvent souvent dans les documents parlant des périodes peu connues de l'histoire de cette ville[réf. nécessaire] qui seraient caractérisées par des périodes troubles.
En fait, il est probable que la venue des juifs réfugiés à Debdou ne soit pas la seule composante à prendre en compte : il faudrait aussi rajouter une forte minorité de populations musulmanes dans le courant du XVIe-XVIIe siècle, preuve en est de l'importance des tombeaux de saints, en grand nombre dans la région, dont beaucoup remontent du Ve au VIIIe siècle de l'hégire. Mais il ne faut pas oublier aussi que Debdou est sur une région frontalière, cette fois-ci dans le sens le plus strict du terme (notion héritée de l'empire ottoman), et qu'il est possible qu'elle ait conservé encore un certain temps une importance militaire. Il semble aussi d'après Michel Lecomte que l'agriculture connaissait un développement plus important autrefois.

### Le Debdou moderne

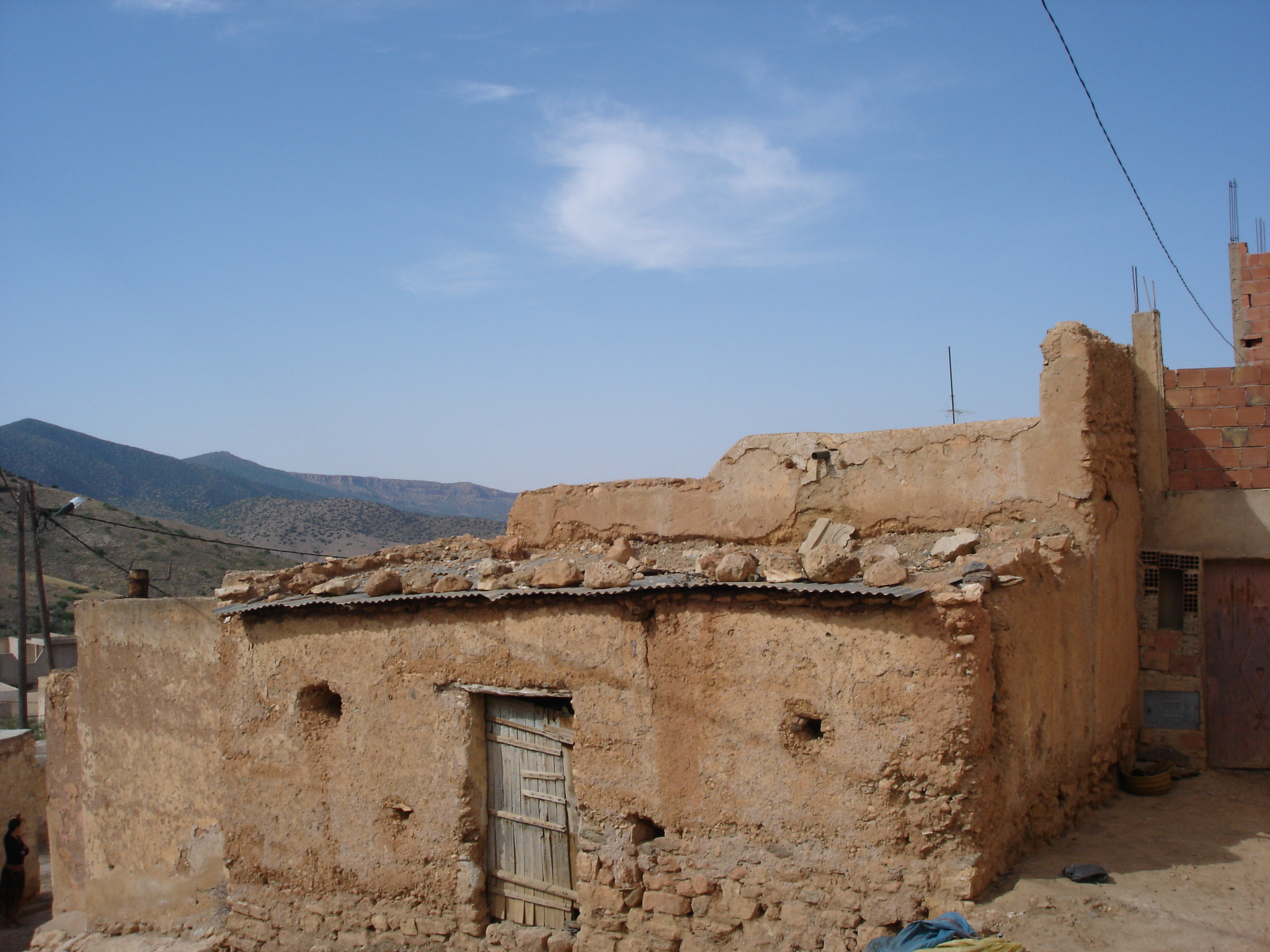
Maison typique en pisé.

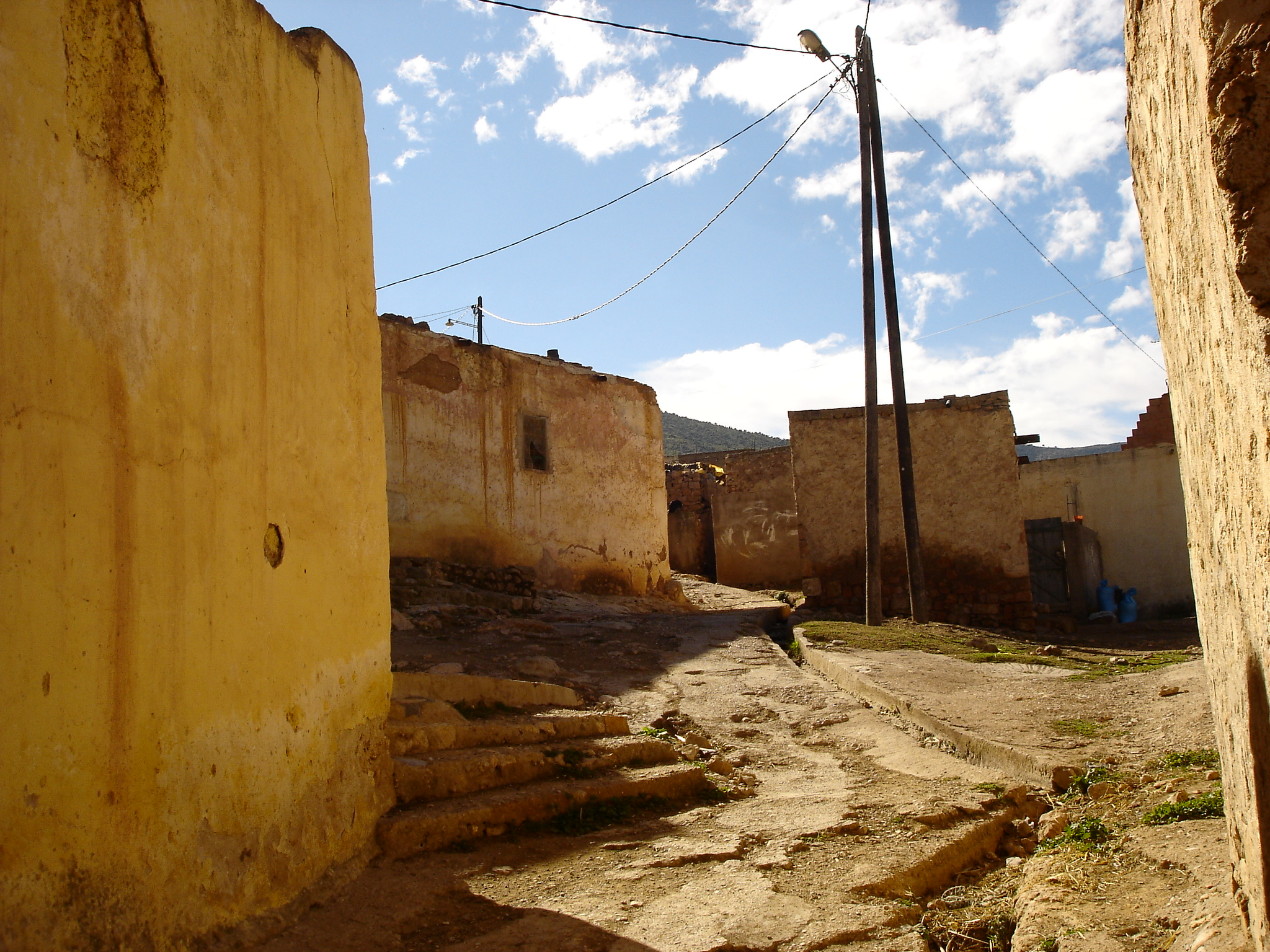
Une rue typique de Débdou.

Jusqu'à une époque récente, la majorité des habitants avait un mode de vie sédentaire, habitant toute l'année des maisons étroites extrêmement rudimentaires, construites en pisé et couvertes en perches de thuyas. Ces maisons sont groupées en ksour étagés dans les vallées à flanc de montagne, à proximité de sources et situées de manière à répondre à l'impératif, autrefois essentiel, de la défense. Ils vivent de leur maigre culture (orge en bour principalement cultivé à Gâada et Tafrata) et de leur troupeau. Les riches ne dépensent pas plus que les pauvres. Par contre ils théaurisent. On retrouve des comportements semblables chez les populations Zoua
Au début du XXe siècle, Michel Lecomte regroupe les Ahl Debdou en trois grandes fractions différentes : 
1. Le Mellah
2. Les Mrassane : Ahl Msella, Ahl Kasbah, Koubbouyyin, Oulad Ounnan (ils ont été rattachés administrativement plus tard)
3. Les Fraouna : Oulad Amara, Kiadid, Oulad Youssof, Ahl Rekna

Juifs et musulmans ont cohabité amicalement, et partagent parfois les mêmes croyances en des saints comme Sidi Bouknadil. Toutefois il faut savoir que ces deux communautés évitent soigneusement de se mélanger. Il fallait préserver l'authenticité de leur communauté dans laquelle aucun mélange n'était permis. La religion et la tradition fixaient les limites de la mixité sociale.
Le Protectorat français a apporté plusieurs choses dans la région : 
- La suppression du brigandage pratiqué par les Bénis-Reïs, Alouana, Béni-Fachett et Oulad Amor et l'augmentation des emblavures en Tafrata et à Gâada. Mais elle a entrainé la diminution des surfaces irriguées. Cela est dû principalement à l'éparpillement des hommes et par conséquent des moyens, donnant un rude coup à la réalisation et à l'entretien de ces travaux, et à la diminution des sources en eau qui serait due à la dégradation de la forêt de la Gâada.
- Des campagnes de vaccination et des aides financières vont aider les agriculteurs éleveurs à se sortir des crises.
- Couplé à l'action de l'alliance israélite puis des agents sionistes, cette période a aussi vu l'émigration de la plupart des Juifs vers Israël. Déjà vers 1950 le Mellah est abandonné, et fin 1970 il n'y a plus aucun juif résidant à Debdou.

Depuis l'indépendance, la ville de Debdou n'est plus qu'une bourgade sans histoire. Les principales actions de modernisation de la région par l'État sont la construction de barrage et plus récemment le désenclavement routier par le passage de l'autoroute allant vers Oujda.

## Économie et émigration
Une très forte proportion des foyers debdoubis va rechercher du travail ailleurs, dès que possible, que ce soit dans les villes avoisinantes ou à l'étranger. Autrefois terre d'accueil et d'immigration, Debdou devient un foyer d'émigration.
Les mines de cuivre de Mzaïta, de plomb de Sidi Lachen et de charbon de Djerada, emploient en grande partie des Oulad Amor. Bien que les ouvriers soient qualifiés, on remarque un fort taux d'absentéisme durant la semaine et suivant les saisons, ces derniers partant en campagne pour les moissons. Ce système leur permet de ne pas quitter tout à fait leur terroir. Généralement ce type d'émigration se fait en laissant une partie de la Keïma sur place pour s'occuper du patrimoine, tandis que le chef de famille fait des allers-retours incessants entre son lieu de travail et sa tribu. Lecomte parle de « masse flottante en fonction des saisons et des bonnes et mauvaises années agricoles ».
Il y a également le bassin de Touisste-Boubeker où travaillent les Béni Reïs et les Fraouna-Mrassane, et les houillères de Kenadza pour ceux qui ont été licenciés de Jerada.
L'exploitation forestière est surtout le fait des Fraouna Mrassane qui partent seuls et envoient à leur famille de quoi vivre.
La main d'œuvre agricole est soit saisonnière (partant quelques semaines à l'époque des moissons et parfois des vendanges vers Tlemcen ; ce sont des Fraouna Mrassane et des Oulad Amor), soit temporaire ou définitive (ce sont ceux qui ont fait de la culture irriguée et connaissent le maraîchage ; ils partent du côté de Meknès, de l'enclave espagnole et de l'Algérie).

## Œuvres architecturales historiques
Les moments historiques de la ville proviennet essentiellement de l'époque Mérinides. On rattache notamment à leur actif la construction de la kasbah de Debdou, de la mosquée ainsi que des grottes.

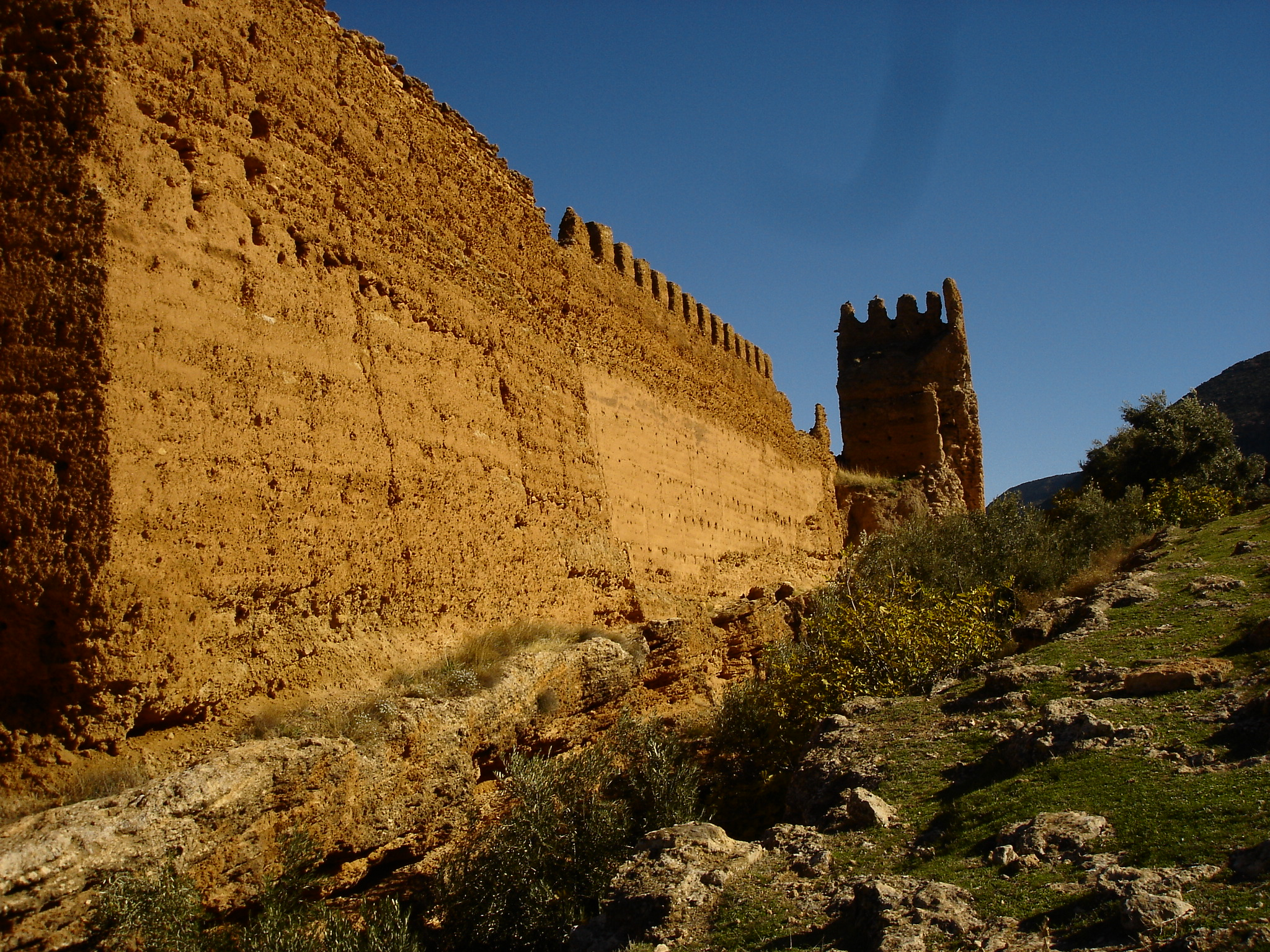
Les murs de l'ancienne kasbah des Mérinides.

La construction de la kasba est signalée par Léon l'Africain. Ibn Khaldoun lui-même se serait réfugié dans ce site.
Dans la partie « Est » de la muraille de la kasbah, Michel Lecomte signale dans son mémoire la présence d'une inscription presque effacée : « Ce pan de mur a été édifié par moi, Fatima Bent Abdelahq la Mérinide, avec l'argent de sa dot »
Les ouvrages construits par les Mérinides sont principalement à but militaire et défensif. La Kasba construite sur une sorte d'éperon à sommet plat et à de pentes raides entre 1 140 et 1 190 mètres d'altitude, elle est entourée de remparts comportant plusieurs tours. À cet ouvrage se rajoutent des fossés ainsi que de grottes qui servaient d'abris lors des conflits. Peu de place est laissé à l'ornement dans sa structure, avec en son sein des habitats traditionnels en pierre sèche locale et en pisé. Il semble que ce type de construction se retrouve par la suite tant dans le quartier du Mellah que dans toute la vallée de Debdou. Ce qui est révélateur du mode de vie rural. Des recherches archéologiques y sont en cours de nos jours.

## Géographie

### Géographie physique
D’un point de vue physique et structurel, Debdou se situe à 33° 59' 9N de latitude et 3° 3' 4W de longitude à 957 mètres d’altitude dans un enclavement « au pied du flanc droit de la vallée de l’oued Debdou (affluent de la Moulouya) qui s’élève en muraille perpendiculaire à 80 mètres au-dessus du fond » entouré de massifs, barrant la route aux plaines fertiles du nord du Maroc avec notamment celle de Tafrata et de Sedjaa incontournables du fait qu’une route secondaire (no 410), la relie avec les principales villes du nord de la région et notamment Taourirt à 53 km plus au nord. Cette dernière s’étend plus à l’est vers les monts Jerada et à l’ouest vers Guercif et Taza. Les massifs constituant l'entourage de Debdou sont : les monts Zekkara, Beni Yala, Beni Bou, Zeggou, Gaâda ou plateau de Debdou (1 615 mètres) qui a des saillies prononcées tombant en falaises et dont le talus est marqué par la présence de nombreux pins et chênes verts, genévriers dont l’origine anthropique se remarque par l'organisation en bandes parallèles du massif forestier, de même un cordon de lauriers roses et un oued en précisent le talweg. Au-delà de ces contreforts débute l'immense plateau steppique du Rekkam.

### Climat
L’on constate sur le plan régional, un climat semi aride-méditerranéen avec une tendance continentale et sèche en s’avançant vers l’intérieur du pays.
Sur le plan local, Debdou bénéficie d’un micro climat de type aride avec une pluviométrie moyenne faible toutefois légèrement supérieure à celle des plaines environnantes tell que Mahrouf et Tafrata ceci du fait de sa situation de cuvette et son altitude élevée (autour de 1 000 mètres).
La pluviométrie est moyennement faible aux alentours de 300 mm/an. La pluie est répartie entre septembre et mai avec deux maxima de novembre et mars. Et deux minima en juillet et août, auxquels il faut rajouter les précipitations de neige non négligeables même si les données les concernant sont rares et ne sont pas incluses dans la pluviométrie. La couverture neigeuse pouvant atteindre de 6 à 7 jours sur les sommets de la Gaâda de Debdou et sur le Jbel Boukhwali et perdurer quelques semaines dans les lieux où elle est abritée.
Le climat régional est continental avec un différentiel de température qui peut atteindre les 40° entre l’été et l’hiver sous l’influence des enneigements avoisinants. Avec des maxima entre juillet et août et des minima entre décembre et janvier.
Les vents, très présents, ont plusieurs origines :
- Vent d’ouest atlantique ayant perdu son intensité dans les régions d’ouest (plaines atlantiques, Moyen Atlas oriental, rif) ;
- vents d’est et du sud, d’origine continentale, chauds et secs et prenant à la rencontre d’une dépression locale une violence importante ;
- Chergui : vent chaud venant du sahara ;
- vents d’origine méditerranéenne dans une moindre mesure.

La topographie joue un rôle qui va accroître la siccité de l’air, le vent causant la subsidence de l’air, ce dernier en s’aflaissant réduit son humidité relative d’où un air plus sec.

### Debdou et son environnement
Debdou se situe entre deux formations géologiques qui sont le bassin de Guercif au Nord, Nord-ouest, et la chaîne de Debdou au Sud et Sud-Est. Située dans une zone enclavée et escarpée, elle comprend une structure géologique d’un socle rigide remontant au primaire représenté par des schistes violacés ou saumâtres et des bancs de quartzite affectés d’accidents WNW-ESE. Sur le plan hydrologique le site est caractérisé par l’absence de cours d’eau pérenne, la seule d’importance à noter et celle de l’oued Debdou sec presque toute l’année, cependant on peut remarquer par endroits de minces filets d'eau. La nappe phréatique est assez profonde (30 à 40 mètres), s'écoule du Sud-Est vers le Nord-Ouest. Il faut noter la présence de sources d’eau jaillissantes au contact de la chaîne de Debdou avec le bassin de Guercif dont la plus importante est celle de Tafrante qui assure l’alimentation en eau potable du centre de Debdou. En fait, il en existe plusieurs, les principales alimentent les douars et les oueds dont l’oued Debdou.

#### Géologie
Debdou se situe dans l’unité géologique appelée Meseta orientale marocaine. Les formations géologiques rencontrées dans cette unité géologique sont étayées de bas en haut.
- Le Paléozoïque ou Ère primaire (entre 570 et 225 millions d'années).

Il est constitué de schistes métamorphiques, appelés schistes de Debdou et du Mekkam. C’est une série monotone de schistes satinés où s’intercalent des bancs peu épais de grès arkostique.
- Le Mésozoïque ou Ère secondaire (entre 225 et 65 millions d'années). Il est constitué de formations.
  - argileuses rouges au Trias (entre 225 millions d'années et 190 millions d'années), diapositives à gypses et halite (sel gemme).
  - puissantes séries calcaireuses du Lias (entre 185 et 172 millions d'années), surmontées de formations marnogréseuses.
  - Puissantes séries gréseuses à conglomération du Crétacé (entre 135 et 65 millions d'années)

- L'Ère tertiaire

Elle est constituée de puissantes formations continentales, massiques à argiles marneuses, conglomérats, grès jaunâtres, marnes bleus, calcaires lacustres à argiles sableuses fauves.
- L'Ère quaternaire

Elle est constituée de conglomérats à éléments roulés, de natures calcaireuses, de marnes tuffacées et d’argiles grises, de limons ocre à jaunâtres, de travertins.
Au niveau local, la ville de Debdou montre une nappe de travertins superposés blancs à gris à nombreuses empreintes de tiges et de racines, reposant sur des îlots de calcaires et marneux du Jurassique, ou franchement sur le socle schisteux du Paléozoïque.
En ce qui concerne la pédologie, les sols rencontrés dans le périmètre sont peu à moyennement profonds, développés sur les alluvions et colluvions déposées sur des schistes verdâtres. L’épaisseur varie entre 45 et 60 cm. La texture des sols est équilibrée, relativement fraîche, plus ou moins caillouteuse, à structure grumeleuse de couleur brun foncé. La perméabilité des sols est bonne et la pente est moyenne à forte déclivité 2 à 3 %.
En ce qui concerne l’hydrogéologie le terrain aquifère le plus important est contenu dans les formations calcaires et dolomitiques du Jurassique. Et l’on constate qu'il n’y a pas de nappe phréatique importante sur la Gaâda de Debdou. Le bassin de Guercif contient une nappe phréatique dans chacune des quatre plaines individualisées dans ce bassin. C’est-à-dire les plaines du Jel et de sen gal au nord de Guercif et les plaines de Tafrata et du Mahrouf qui constituent les rebords Nord et Ouest de la Gaâda de Debdou.

#### Forêt domaniale et exploitation des forets
* Forêt domaniale
La forêt de Debdou est située sur la chaîne des monts Debdou sur la rive droite de l'oued Moulouya au niveau de l'axe Guercif Taourirt. Les monts Debdou sont délimités au nord-ouest par le bassin de Guercif et le nord-est par l'oued Za qui constitue la limite ouest de la chaîne des horst (massif du Mekkam). Et le sud par les hauts plateaux.
Les conditions écologiques de la forêt de Debdou semblent défavorables : 6 mois de saison sèche, de fortes amplitudes thermiques, influences sahariennes, la forte pression anthropozogéne généralisée d'autant plus que c'est une zone qui représente une certaine sécurité pour l'homme et son cheptel durant les périodes creuses et de sécheresses. Cependant elle a une flore assez riche avec trois grands types de milieux.
Les milieux steppiques, situés au sud, à l'extrême ouest et à l'est de la forêt, ils comprennent des faciès paraclimatiques de steppes et des faciès sévèrement désertifiés qui font la jonction entre le milieu steppique et le milieu mattoral. Ce type de milieu est formé par les steppes arborées d'alfa et de romarin qui comportent encore des vestiges d'espèces forestières telles que le chêne vert, le thuya, le genévrier oxcycèdre. Ces faciès sont très dégradés et en cours de steppisation, présentent des difficultés de restauration et demandent des efforts importants.
Les milieux matorraux sont fortement dégradés et ont connu des processus de désertification assez avancés. Ces phénomènes ont conduit à une réduction de la structure horizontale et surtout verticale des peuplements arborés, sont transformés en arbustes. Ces types de faciès avec des recouvrements très clairs à moyennement dense s'individualisent en mélange de :
- matorral de chêne vert et/ou d'oxycèdre ;
- matorral de chêne vert et/ou de thuya ;
- mattoral de thuya et/ou d'oxycèdre.

La restauration de ces peuplements nécessite d'importants repeuplements avec des mises en défens relativement longues.
* Exploitation du milieu forestier
Le massif forestier, du fait de la richesse, de la diversité des essences des structures et des peuplements est en mesure de fournir une production diversifiée, outre les produits tirés directement par les communes usagères et les exploitations programmées par les services forestiers. La forêt est un milieu riche en production fourragère pour le cheptel de la région (ovins, caprins, etc.). Les recettes provenant de l'exploitation du bois priment sur les autres. Malgré l'importance des steppes à romarin et des nappes alfatières, ces ressources sont sous-valorisées et mal exploitées.
L'alfa constitue la plus grande partie de la steppe et de la série du matorral à usage pastoral par excellence. Son utilisation industrielle ou comme source d'énergie fait d'elle une matière première d'avenir (production d'emballage biodégradable et source d'énergie calorifique).
Le romarin n'est pas une ressource importante. Au niveau de la surface il tient une place très limitée vu l'étendue de la forêt. Du point de vue consistance et structurel, les peuplements de romarin sont en nappes diffuses moyenne et claire cela à cause de l'impact anthropozogéne : surpaturage et surexploitation abusive ont abouti à la formation de nappes de romarin peu productives. D'autres types d'exploitation de mise en valeur sont à mettre en place pour protéger les nappes de romarin tel que l'apiculture malheureusement en régression : en 1975 il y avait 4 000 ruches contre 2020 en 1996 (absent à El Atteuf et Oulad Mhamed).

#### Faune
La plupart des espèces chassées par l'homme sont en danger, bien que la forêt de Debdou est protégée et que la chasse y est réglementée. Ce phénomène est aggravé par la sécheresse qui a sévi ces dernières années, rendant les choses bien difficiles. Sans parler du péril caprin. L'élevage se doit d'être réglementé et surtout limité pour un meilleur respect de la flore mais aussi de l'habitat de cette faune si riche!

#### Protection des ressources naturelles
Mises à part les conditions environnementales défavorables rendant l'équilibre du milieu fragile, on notera surtout la forte pression urbaine et l'absence d'organisation et de planification de l'exploitation des ressources. Les hommes détruisent le milieu en coupant le bois pour la perche (Thuya-Genévrier), en faisant surpaturer leur cheptel, par le défrichement (ex : céréaliculture) et la surexploitation du territoire.
La conséquence de ceci, c'est la disparition des arbres qui se fait sentir, surtout dans les endroits pentus et sur les expositions les plus ensoleillées ou les processus de ruissellement, de colluvionnement, d'aluvionnement et d'érosion de surface sont de plus en plus active. Ce qui entraine la mattoralisation, la steppisation et la désorganisation des structures végétales, mettant en danger le maintien et la pérennité des écosystèmes diversifiés de la région.

### Géographie administrative
D'un point de vue administratif, Debdou se situe au sud de la région de l'Oriental, et plus précisément dans la province de Taourirt incluse dans la wilaya d'Oujda : province créée par le décret du 9 avril 1997 à la suite du partage de l'ex-région de la province Berkane-Taourirt. Avec l'annexion du cercle Debdou appartenant à la province de Jérada. La province de Taourirt comprend une superficie de 8 541 km2, soit une population de 180 000 habitants dont 106 000 résidents en milieu urbain et comprenant 3 municipalités et 3 cercles concentrant onze communes rurales.

### Structure urbaine
La structure urbaine se découpe à trois niveaux en partant du centre historique et des développements annexes: sur le flanc droit de la vallée au niveau supérieur l’on compte la source de Tafrant, lieu touristique récemment aménagé comprenant plusieurs chalets. C'est un lieu proche de la nature, et dont la portée touristique ne cesse de s'affirmer depuis quelques années. Sur un plateau voisin se dresse la kasbah Mérinides dite du caïd Ghomriche datant du XIIIe siècle dont le site classé au patrimoine mondial de l'Unesco fait l'objet de recherches archéologiques.
La seconde est constituée autour du Mellah en contrebas de la vallée, c’est ici autour de la « grande rue » partant de la route principale que l’on trouve le centre-ville qui se remarque par la présence d'entrepôts et de boutiques et donc d’une activité importante, et par où transitent les principaux flux de trafic humains et commerciaux. Tout autour s’est développé un bâti plus ou moins dense et dont le développement semble être en continuité avec le centre. La discontinuité caractérisant la troisième partie de la ville en « périphérie », ce sont les douars. C’est une partie caractérisée par ses particularités identitaires assez fortes du fait de son ancienneté. En effet on la remarque par la présence d'anciennes bâtisses en argile (de couleur rouge) ou en pisé, et elle est assez fragmentée en différents quartiers ou localités dont la plupart se situent sur des versants montagneux ou de collines et qui sont (pour certains) en désuétudes, ex: Lamssalla, Bou Ayach, Khelifit, Oulad Choui. À cela on peut ajouter une quatrième partie plus récente correspondant au développement plus ou moins anarchique de la ville, comprenant notamment les quartiers de Khor et de Haouch. Ces derniers viennent juste d'être rattachés au centre-ville et de se doter d'un réseau d'assainissement.

## Économie
L’économie de Debdou est organisée notamment autour d’une culture irriguée traditionnelle (en « Bour ») autour de la ville, de l’artisanat ainsi que de l’élevage d'ovins de bovins et de volailles. Elle bénéficie d'une faune, et surtout d'une flore riche qui lui donnent certains avantages notamment le romarin très prisé pour la confection d’huiles essentielles, et l'alfa. Cependant on remarque que l’organisation physique de l’espace autour de cette ville la rend partiellement isolée, excentrée et enclavée par rapport au reste de la région ; ce qui fait que d’une certaine façon d’un point de vue géographique, l’on peut la relier aux espaces des Hauts Plateaux de l’est même si son ouverture sur le Nord tend à réduire cet effet. Ainsi on constate une polarisation effective avec le nord et l’est, que l’on remarque par la présence de lignes de bus et de taxis effectuant quotidiennement le trajet entre Debdou et Taourirt et vers l’ouest en direction de Guercif, Taza.
Les relations qu’entretient Debdou avec Taourirt sont d’autant plus importantes en termes de flux humains et de produits que c'est la plus grande ville à être reliée directement à Debdou qui comporte des débouchés notamment pour sa production fourragère (de 19 443 680 UF/an en 2005) et son cheptel d’ovins, caprins, bovins (197 990 têtes en 2005) conséquence qu’il faut lier au premier souk moutonnier et bourse nationale du bétail du pays. De même, elle constitue aussi des débouchés pour l’économie pastorale des hauts plateaux du sud de l’oriental. Il est important de remarquer certaines caractéristiques: en effet Debdou a longtemps été situé sur le passage des tribus sahariennes vers Taza qui se sont aujourd’hui en grande partie sédentarisées tels que les Zouas. De plus il faut noter la présence du souk hebdomadaire du mercredi qui sert à l’achat de produits de nécessités domestiques comme les produits alimentaires (ex. : fruits et légumes), la lessive, le textile et la quincaillerie ou d’autres matériaux alimentant l’artisanat local comme la ferraille (pour la fabrication de portes, de grilles de fenêtres et de balcons, de rampes, etc.), le bois, sans compter les matériaux de construction dans le secteur du bâtiment sous l’impulsion des RME et du gouvernement: bâtiments administratifs, caserne militaire plus au nord, et l’équipement ménager très inégal selon les foyers et le niveau de vie (télévisions, paraboles, machines à laver, frigos et plus récemment l’arrivée de l’informatique).
Debdou se trouve en périphérie des grands axes de l’économie régionale sans pourtant en être éloigné en constituant une zone de transition avec un sud moins dynamique, c’est-à-dire de « la périphérie de la périphérie ». En effet, sa dotation en équipement dans une zone relativement isolée et pauvre de la région, l'a hissée en chef-lieu de cercle, elle a aujourd’hui des prétentions plus large à long terme au rang de capitale provinciale comme sa consœur Taourirt à côté de laquelle elle fait encore figure de petit Poucet. On remarquera cependant les récents investissements en aménagements urbains, ainsi que la dotation par le roi du Maroc sous le conseil de André Azoulay d'une somme de 15 millions de Dirham pour une « maison de la culture » ainsi qu'un regain d'intérêt pour Debdou.

## Tourisme
Debdou est un lieu touristique encore vierge ou presque, peu visité et connu du grand public mis à part la source de Tafrant connue dans tout le Maroc.
- Le souk : mis à part le mercredi qui est le jour du souk hebdomadaire, il n'y a pas d'attraction touristique particulière. Il est vital pour les debdoubis et la région alentour, surtout que Taourirt est à 50 km plus au nord, d'où l'importance de sa fréquentation.

- L'aïn Sbylia : la route principale du village court jusqu'à la source de Sbylia. Elle abrite un café souvent animé.

- Les différents quartiers du centre ville : notamment le Mellah et les nombreuses ruelles en cul-de-sac.

- Les quartiers périphériques : ces quartiers périphériques (appelés douars) de Lamssala, Bou Ayach, etc., sont situés près de l'oued Debdou.

- La Kasbah Mérinides : située en amont du centre ville la Kasbah est le véritable cœur historique. En contrebas trois cimetières sont à visiter : l'antique cimetière Mérinides ainsi que l'ancien et le nouveau cimetière juif. Le monument le plus important du lieu est la mosquée Mérinides.

- Le plateau de Gaâda : ce vaste plateau qui s'étend sur des kilomètres. Il n'y a aucune habitation en dur, et les seuls habitants sont des pasteurs semi-nomades répondant au nom de Zoua. En été, ils organisent une fantasia.

## Galerie

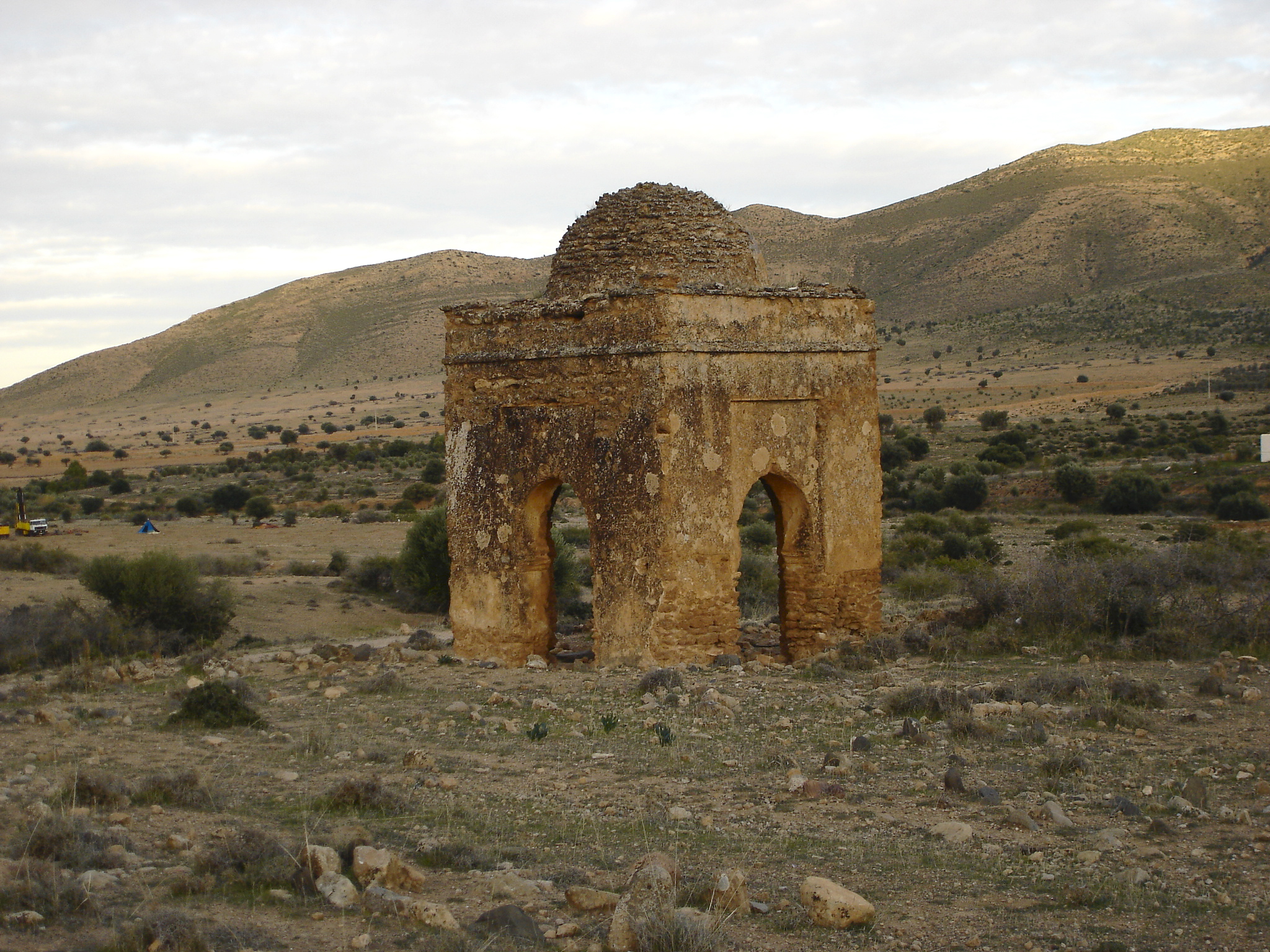
l'ancien cimetière à l'entrée de la ville.
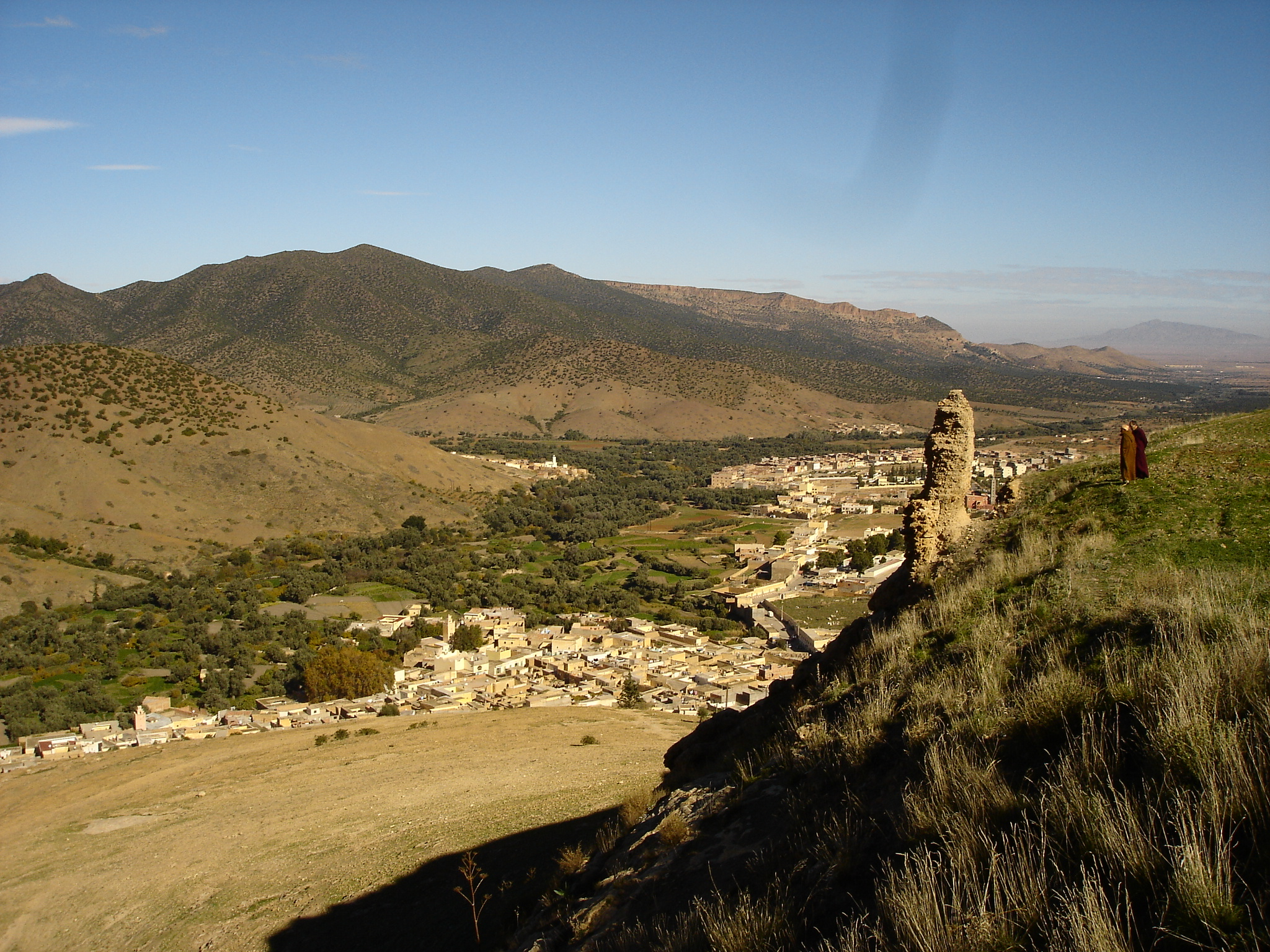
Debdou vu du casbah des Mérinides.
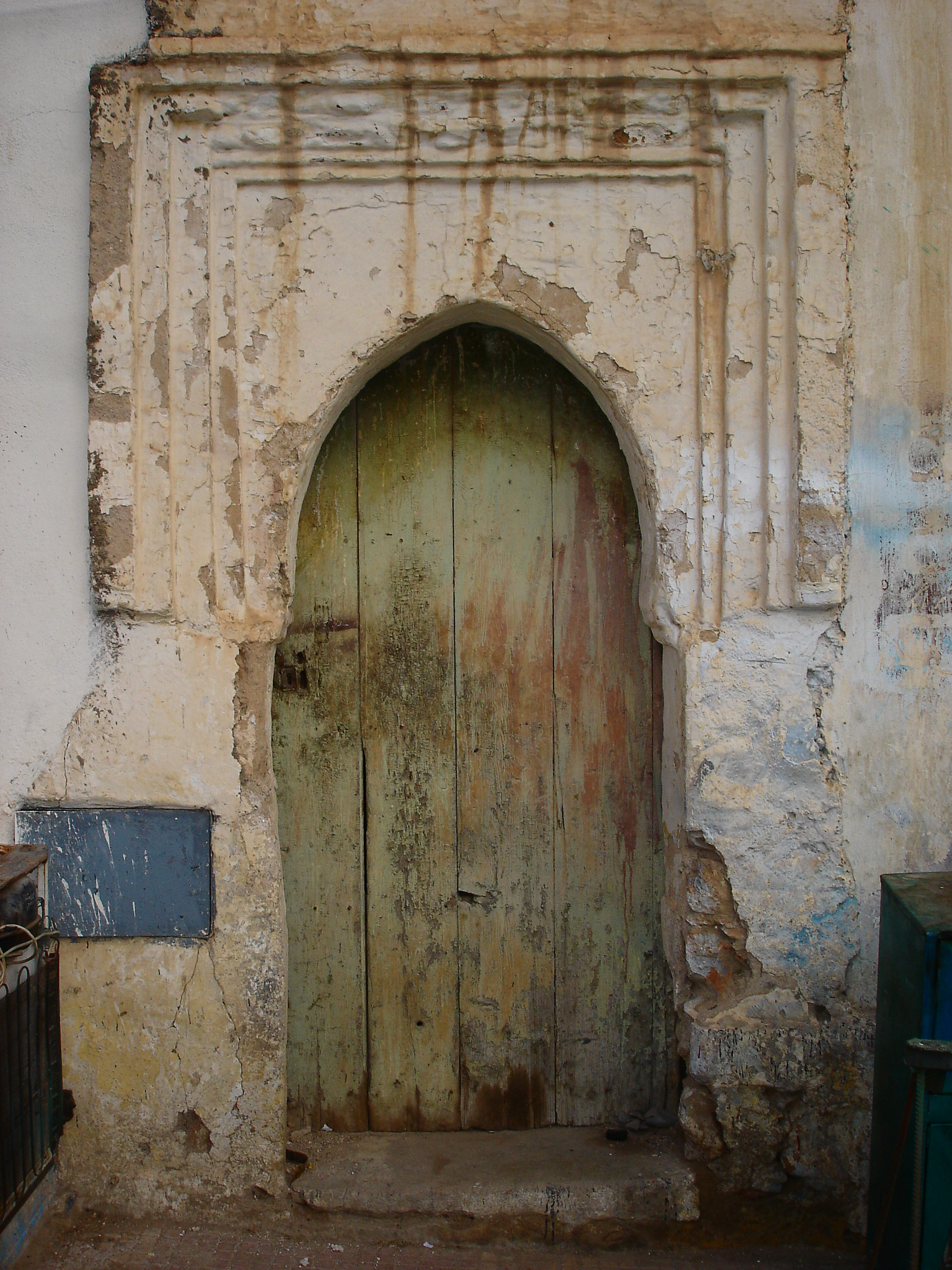
L'ancienne porte d'une maison juive.
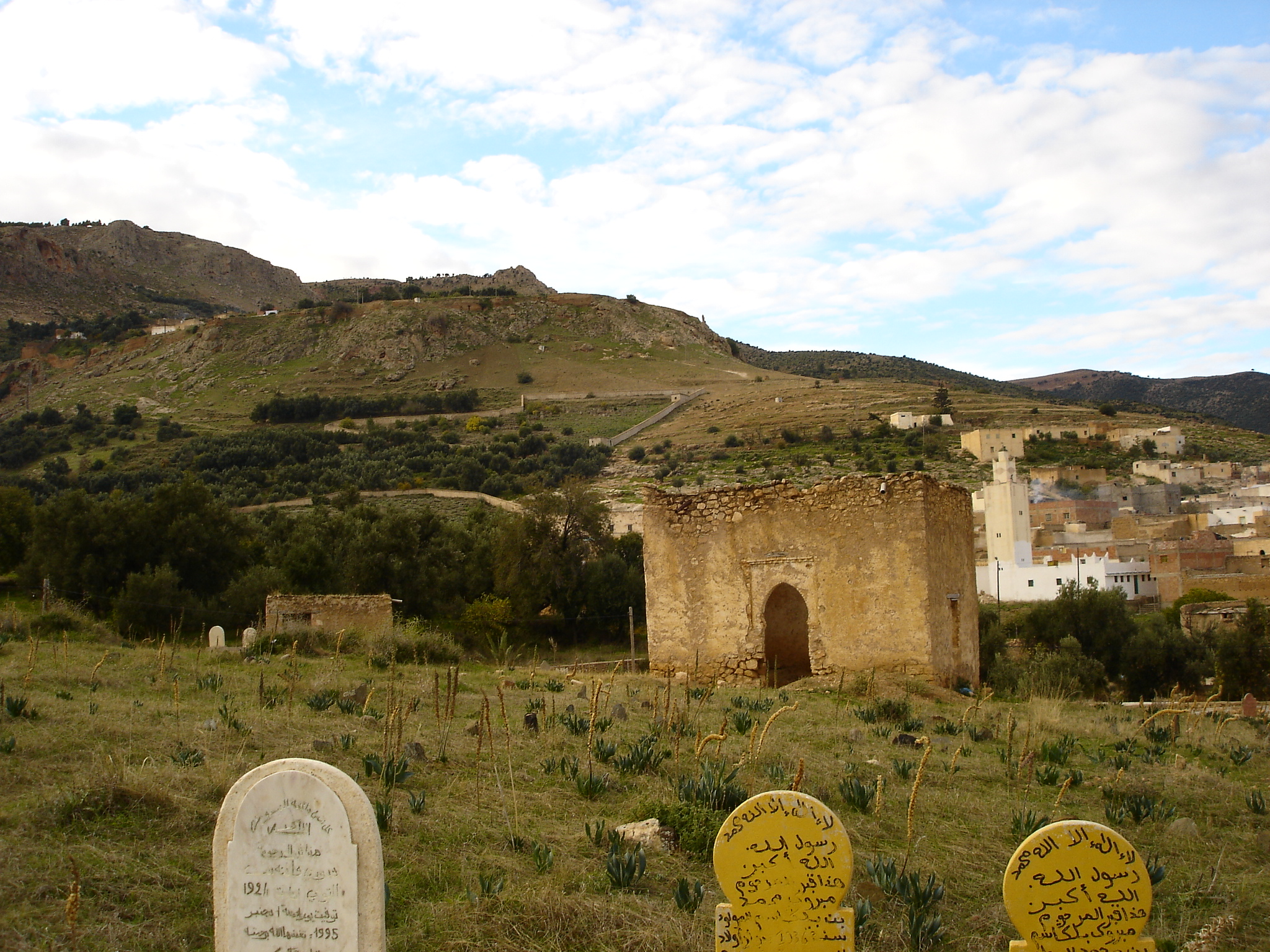
L'ancien cimetière Mérinides.

### Ouvrages accessibles en ligne
- Le voyage de Mr Charles De Foucauld, Reconnaissance au Maroc. C'est l'un des premiers français à s'être rendu à Debdou.
- [PDF] La conversion, un signe à la croisée des "politiques de la valeur", Réflexions à propos d’un texte rédigé par Abner Darmon en 1921 : Petite étude sur les Juifs de Debdou à l’époque de la Première Guerre mondiale, Frédéric Abécassis. fait à l’occasion du colloque de Tours.